# Мокра Кіца
Мокра Кіца (рос. Мокрая Кица) — населений пункт  у Кольському районі Мурманської області Російської Федерації.
Населення становить 40 осіб. Належить до муніципального утворення Пушненське сільське поселення .

## Населення
| 2002 | 2010 |
| ---- | ---- |
| 68   | ↘40  |